# Molen van Jetten
De Molen van Jetten is een monument in Uden. Het is een standerdmolen uit 1811. De Molen van Jetten stond oorspronkelijk aan de Helenastraat, maar werd rond 1900 naar de locatie aan de Aalstweg verplaatst. Piet Mondriaan heeft de Molen van Jetten geschilderd, het schilderij wordt 'De molen van Uden' genoemd. De molen was oorspronkelijk uitgerust met twee maalkoppels, een daarvan resteert. In de Molen van Jetten wordt onder andere op vrijwillige basis mout gemalen ten behoeve van een destilleerderij.
Tot 2010 was de molen okergeel en wit. Toen hij dat jaar geschilderd moest worden heeft men geprobeerd de molen weer de originele kleuren (groen/wit) te geven. Hiervoor heeft men oude kleurenfoto's en verfresten geraadpleegd.

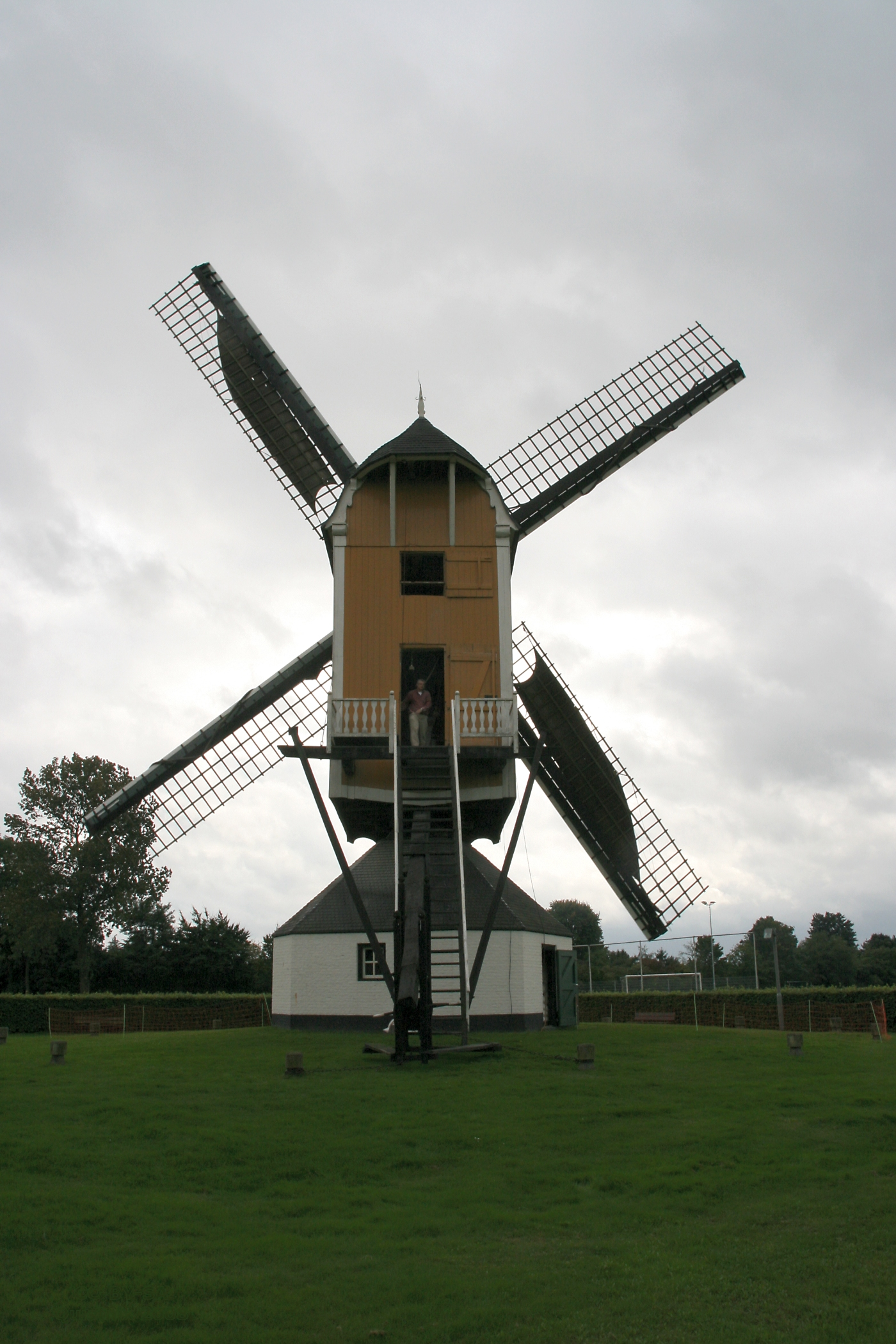
De molen in bedrijf
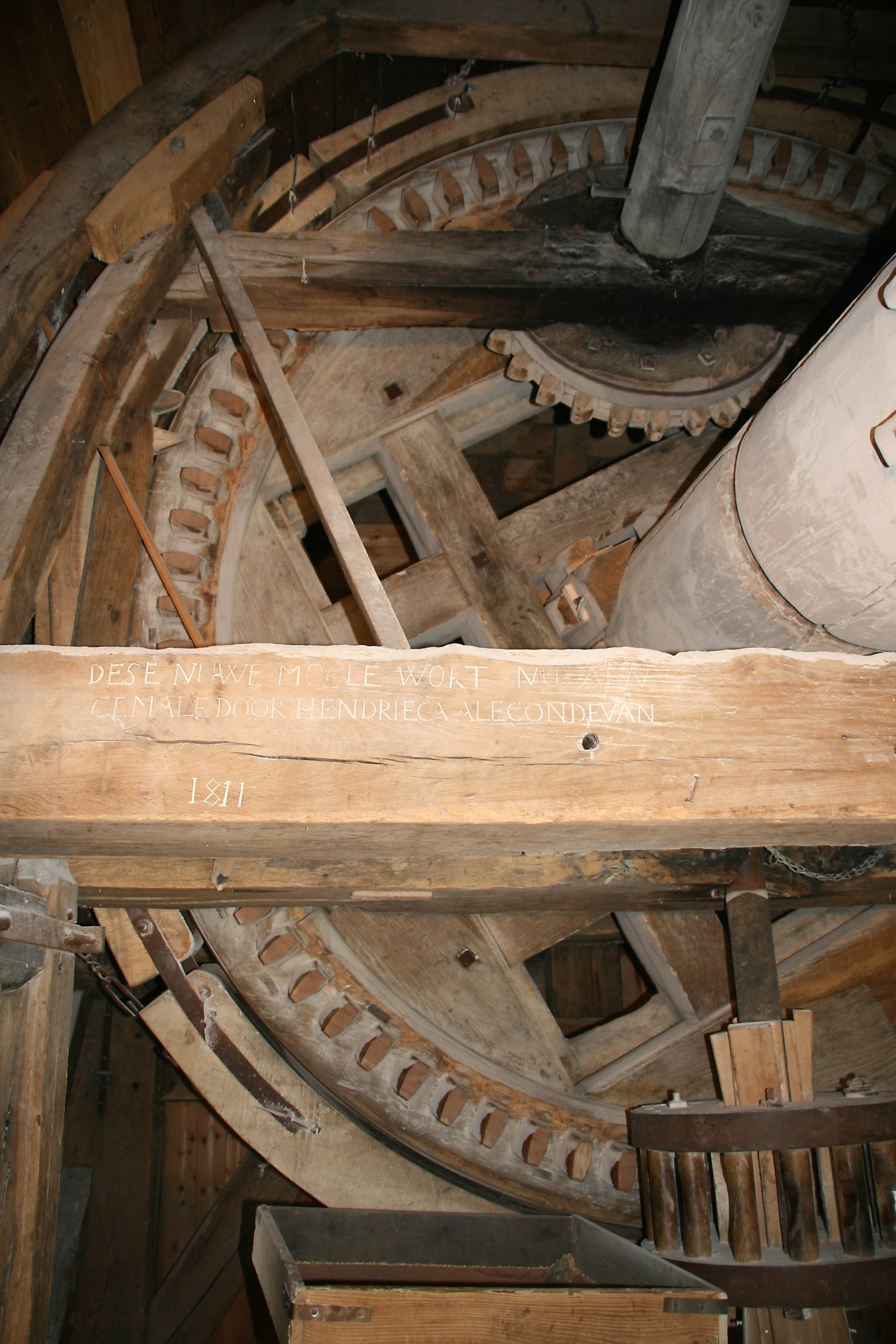
Foto met onder andere het bovenwiel